# Serpentari bru
El serpentari bru (Circaetus cinereus) és un ocell rapinyaire de la família dels accipítrids (Accipitridae). Habitant de les sabanes i zones arbustives de l'Àfrica subsahariana, manca únicament de les zones de bosc dens. El seu estat de conservació es considera de risc mínim.
De proporcions i hàbits semblants a l'àguila marcenca.